# أرمين بتروسيان (مقاتل)
أرمين بتروسيان (مواليد 3 نوفمبر 1990) هو مُقاتل فنون قتالية مختلطة من أصل روسي أرمني.

## وصلات خارجية
- أرمين بتروسيان (مقاتل) على موقع يو إف سي (الإنجليزية)
- أرمين بتروسيان (مقاتل) على موقع شيردوغ (الإنجليزية)
- أرمين بتروسيان (مقاتل) على موقع Tapology.com (الإنجليزية)